# Zossen
Zossen è una città di 21 643 abitanti del Brandeburgo, in Germania.
Appartiene al circondario del Teltow-Fläming.

## Storia
Nel 2003 alla città di Zossen vennero aggregati i comuni di Glienick, Kallinchen, Nächst Neuendorf, Nunsdorf, Schöneiche e Wünsdorf.

## Società

### Evoluzione demografica
- Sviluppo della popolazione dal 1875 entro gli attuali confini (Linea Blu: Popolazione; Linea puntata: Confronto dello sviluppo della popolazione dello stato del Brandenburgo; Sfondo grigio: Ai tempi del governo nazista; Sfondo rosso: Al tempo del governo comunista)
- Sviluppo recente della popolazione (Linea blu) e previsioni

## Geografia antropica
La città di Zossen è suddivisa nelle seguenti frazioni:
- Glienick (con la località di Werben)
- Horstfelde
- Kallinchen
- Lindenbrück (con le località di Funkenmühle e Zesch am See)
- Nächst Neuendorf
- Nunsdorf
- Schöneiche
- Schünow
- Wünsdorf (con le località di Neuhof e Waldstadt)
- Zossen (con la località di Dabendorf)

## Amministrazione

### Gemellaggi
Zossen è gemellata con:
- Delbrück
- Wittlich